# 米朗德区
米朗德区（法語：arrondissement de Mirande）是法国奧克西塔尼大區热尔省的一个区。该区在2017年1月热尔省的区重组之后有165个市镇。